# Rezerwat przyrody Wrzosiec koło Piasecznej
Rezerwat przyrody „Wrzosiec koło Piasecznej” – rezerwat torfowiskowy położony na terenie powiatu zgorzeleckiego, w gminie Węgliniec (województwo dolnośląskie).
Obszar chroniony utworzony został w 2006 r. w celu zachowania ze względów przyrodniczych, naukowych i dydaktycznych unikalnych torfowisk o charakterze atlantyckim w Borach Dolnośląskich, z kresowym stanowiskiem mszaru wrzoścowego oraz gatunkami roślin chronionych, rzadkich i zagrożonych wyginięciem. Rezerwat położony jest w granicach dwóch obszarów Natura 2000: ostoi siedliskowej „Uroczyska Borów Dolnośląskich” i ostoi ptasiej „Bory Dolnośląskie”.
Rezerwat obejmuje torfowisko zlokalizowane wewnątrz kompleksu leśnego, pomiędzy miejscowościami Piaseczna i Stary Węgliniec, w sąsiedztwie stawu hodowlanego „Staw Dziczy”. Rezerwat liczy 40,16 ha powierzchni i posiada od strony północnej niewielką otulinę liczącą 10,27 ha.
Na terenie rezerwatu zidentyfikowano 10 zbiorowisk roślinnych, w tym unikalny w kraju mszar wrzoścowy. Jest to zbiorowisko charakterystyczne dla atlantyckich wybrzeży Europy. Charakterystycznym gatunkiem dla tego mszaru jest objęty w Polsce ochroną wrzosiec bagienny, który zajmuje w rezerwacie jedno z nielicznych stanowisk w Europie Środkowej. Na terenie torfowiska występuje też mszar z przygiełką białą oraz szuwar trzcinowy, który od końca XX w. znacząco zwiększył swoją powierzchnię. Sąsiadujące z torfowiskiem tereny leśne zajmują trzy typy boru sosnowego: bór świeży, wilgotny i bagienny.
Spis flory naczyniowej terenu rezerwatu obejmuje 178 gatunków, należących do 44 rodzin. Z tej liczby, poza wrzoścem bagiennym, ochronie gatunkowej podlegają występujące tu dwa rzadkie paprotniki: widłaczek torfowy i widłak goździsty, oraz trzy gatunki roślin mięsożernych: rosiczka okrągłolistna, rosiczka pośrednia i pływacz średni. Chronione gatunki reprezentowane są również przez inne rośliny bagienne – bagno zwyczajne i modrzewnicę zwyczajną. W rezerwacie występuje także związana z murawami napiaskowymi, borami i wrzosowiskami chroniona turzyca piaskowa. W warstwie mszystej stwierdzono m.in. chronionego torfowca brodawkowatego. Na terenie występuje również szereg rzadkich roślin nie objętych jednak ochroną gatunkową: siedmiopalecznik błotny, żurawina błotna, borówka bagienna, sit drobny, sit cienki, sit ostrokwiatowy i przygiełka biała.
Stan rozpoznania fauny rezerwatu jest niewielki i zasadniczo dotyczy przede wszystkim ważek. Stwierdzono tu 20 gatunków tych owadów, obok chronionej zalotki większej, również bardziej pospolite gatunki, m.in. żagnicę rudą, miedziopierś żółtoplamą i szablaka przypłaszczonego.
Na terenie rezerwatu gniazdują żurawie, a ze ssaków występuje tu m.in. bóbr europejski zasiedlający Staw Dziczy i jego okolice.
Rezerwat leży na gruntach Skarbu Państwa w zarządzie Nadleśnictwa Węgliniec. Nadzór sprawuje Regionalny Konserwator Przyrody we Wrocławiu.
Teren rezerwatu nie został udostępniony do zwiedzania, położony jest z dala od szlaków turystycznych.